# Tenebre (film 1934)
Tenebre è un film del 1934 diretto da Guido Brignone.

## Produzione
Prodotto a Roma dalla S.A.I. Littoria Film, il film fu girato negli stabilimenti Titanus alla Farnesina.

## Accoglienza

### Critica
« Dal punto di vista tecnico è un buon film, con fotografie nitide, montaggio accurato, scenografia sobria e appropriata. Brignone che ha buon naso, ha compreso che non si poteva prendere sul serio la storiella di quel morto che non è morto, e di quei tre presunti assassini che non riescono a ricordarsi come hanno commesso un delitto che poi si rivela inesistente. Ma si vede che non gli hanno lasciato le mani libere e che non ha avuto il coraggio di insistere sugli spunti comici. È un peccato perché Tenebre con un altro titolo meno lugubre sarebbe riuscito più gradevole. La Miranda può sicuramente aspirare alla scalata dell'Olimpo cinematografico, a patto che curi la dizione, visto che possiede doti fotogeniche indiscutibili...» Dino Falconi in Popolo d'Italia del 13 maggio 1934.